# Szegedi ferences templom és kolostor
Az 500 éves szegedi ferences templom és kolostor, a pannonhalmi apátság épületei után Magyarország második legrégibb ilyen jellegű épületegyüttese.

## Története
A gótikus templom elődje a Szent Péter Árpád-kori ispotálytemplom. A Havas Boldogasszony-templomot 15. század második felében kezdték el építeni. A templom több periódusban épült fel.
Az első periódus a 13. század eleji Szent Péter-templom késő román stílusú épületének teljes újjáépítése. A második építési időszakként egy 14. század közepi háromhajós csarnoktemplom feltételezhető, amely valószínűleg a Szent Péter-templom falainak felhasználásával épült. Ezt a támpillérek nélküli épületet erősítették meg támpillérekkel a 15. század közepén. A harmadik építési periódus a 15–16. század fordulóján lévő nagyszabású átalakítás, amikor a ferencesek a régi kórust és a szentélyt lebontották, és a helyére egy nagyobbat építettek. Ezzel egy időben indult meg a torony építése is, és épült meg a sekrestye. Ekkor a hajót újraboltozták. A hajó ablakaiba késő gótikus rácsok kerültek. Az építést 1503-ban fejezték be, amelyet a hajó főpárkánya alatt mindkét oldalon egy-egy kőtáblás felirat jelzi. 1509. augusztus 5-én szentelték fel a templomot a – római Santa Maria Maggiore nyomán – Havas Boldogasszony tiszteletére. Ekkor van a templom búcsúnapja.

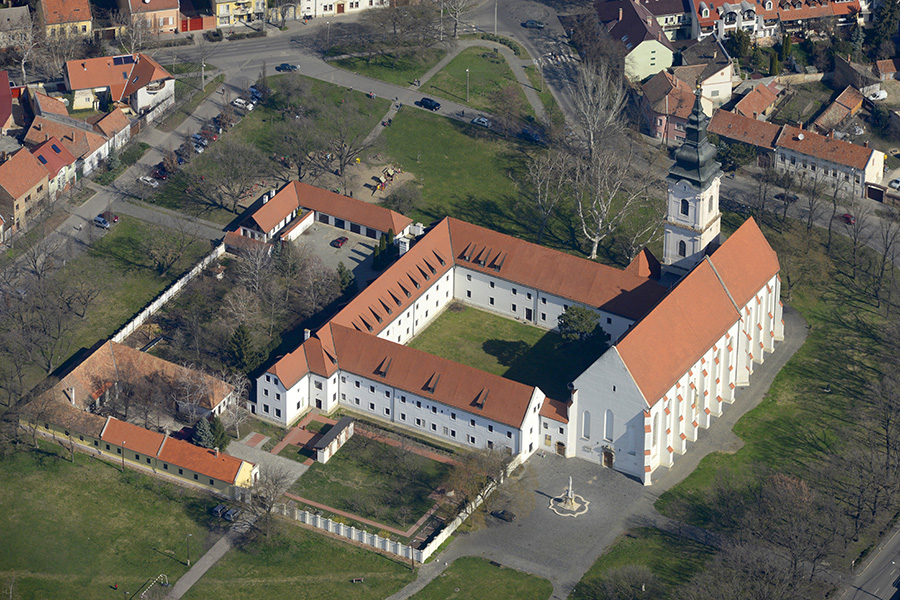
A szeged-alsóvárosi ferences rendház és templom légi felvételen

A török hódoltság alatt nem volt könnyű a templom és a kolostor karbantartása. A török vallási okokból nem engedte új templom és kolostor építését, sem a régiek kibővítését. A barátok csak engedéllyel tudtak javításokat végezni a templomon, amelyet csak úgy kaptak meg, ha a templomot és a kolostort nem építik tovább és a régi alapnak megfelelően javítják ki. Az engedélyekért jelentős díjakat, pénzajándékokat kellett fizetni. Ennek ellenére az alsóvárosi templom volt a török birodalom legszebb keresztény temploma egy 17. századbeli feljegyzés szerint.
A hódoltság idején, 1624-ben történt a legnagyobb építkezés, amikor új mennyezetet építettek. 1643-ban restaurálták a templomot és a főoltárt, majd pár évvel később a kolostort is rendbe hozták. A 17. század második felében nagyobb felújítási munkálatok voltak. A templom teljes megújítása a következő századra maradt.
A török kiűzése (1686) után a kolostor hanyatlott, de nem néptelenedett el. II. József betiltotta a rendet, de nem hosszú időre.
A szegedi barokk világnak alighanem legnagyobb művészi teljesítménye az alsóvárosi templom rekonstrukciója. Itt lényegében nem kerül sor építészeti stílusváltásra, csak toronnyal és új rendházzal való kiegészítésre. A templom külsején – az új főkaputól eltekintve – semmit sem változtattak. A templom belső berendezése teljesen a barokk ízlést tükrözi.
A tornyot már a középkorban elkezdték építeni, de csak a barokk időkben fejezték be. A templomtorony 1783-ban, a sisakja csak 1827-ben lett készen. A keresztelőkápolnává átalakított toronyalj falfestményeit 1948–49-ben készítette Kontuly Béla. Ezek témái: Isten lelke a vizek felett, Mózes vizet fakaszt a kősziklából, Jézus megkeresztelkedése, és Az egyház térítő munkája.
2003-ban lett 500 éves a Havas Boldogasszony-templom. Vízkeresztkor egyéves ünnepségsorozat vette kezdetét, melyet Gyulay Endre szeged–csanádi megyés püspök nyitott meg szentmise keretében. A szentmisén Mádl Ferenc köztársasági elnök és felesége, Dalma asszony is részt vett. A rendház templom melletti folyosóján és a sekrestyében kiállítást szerveztek.
A templom megrepedt nagyharangját, a Paprikaharangot 2005. július 9-én a hívek adományából újra cserélték. A Bálint Sándor néprajzkutatóról elnevezett 750 kg súlyú, fiszre hangolt harangot Gyulay Endre szeged–csanádi megyés püspök áldotta meg.

## Leírása

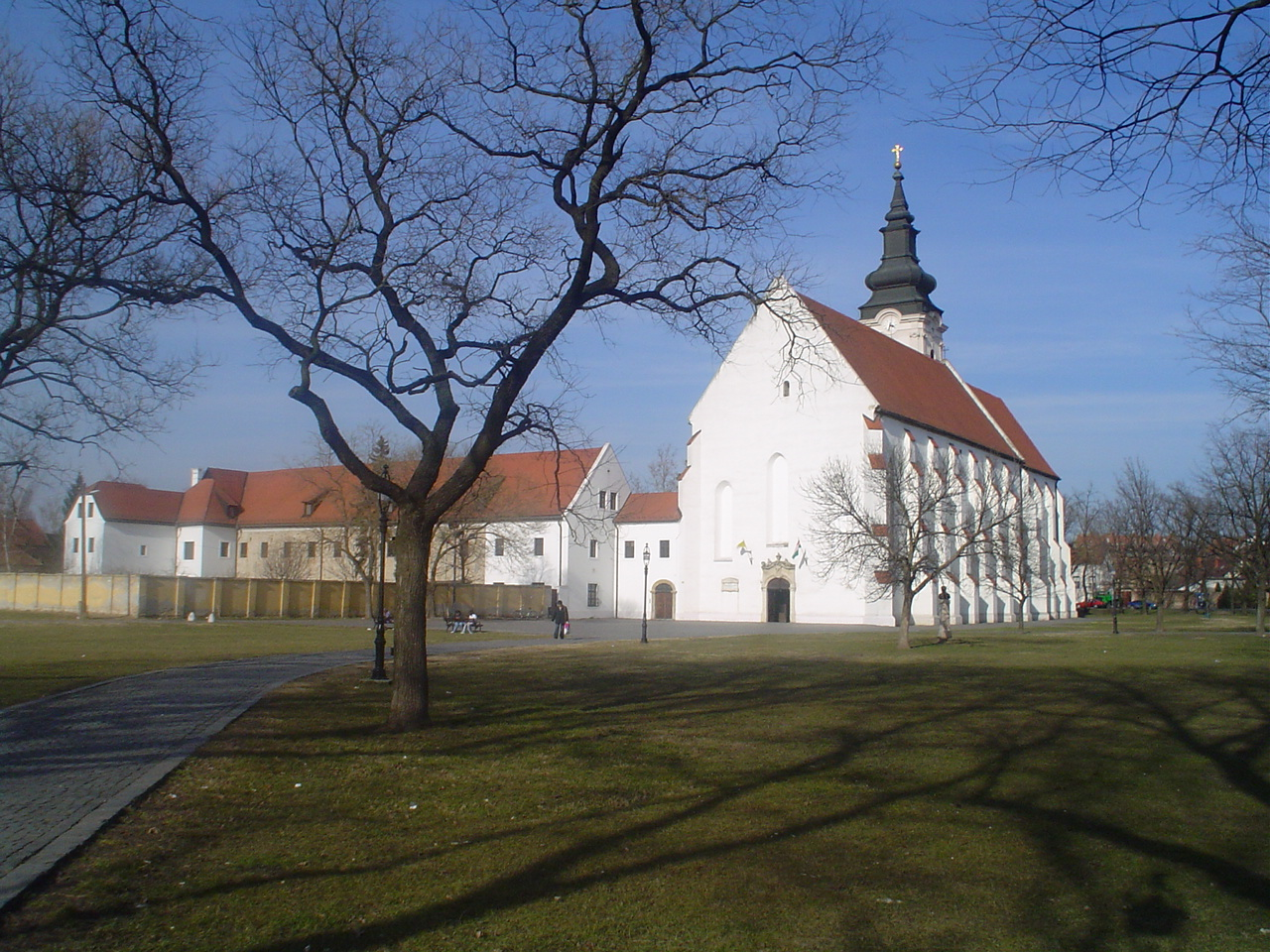
A templom és a kolostor látképe

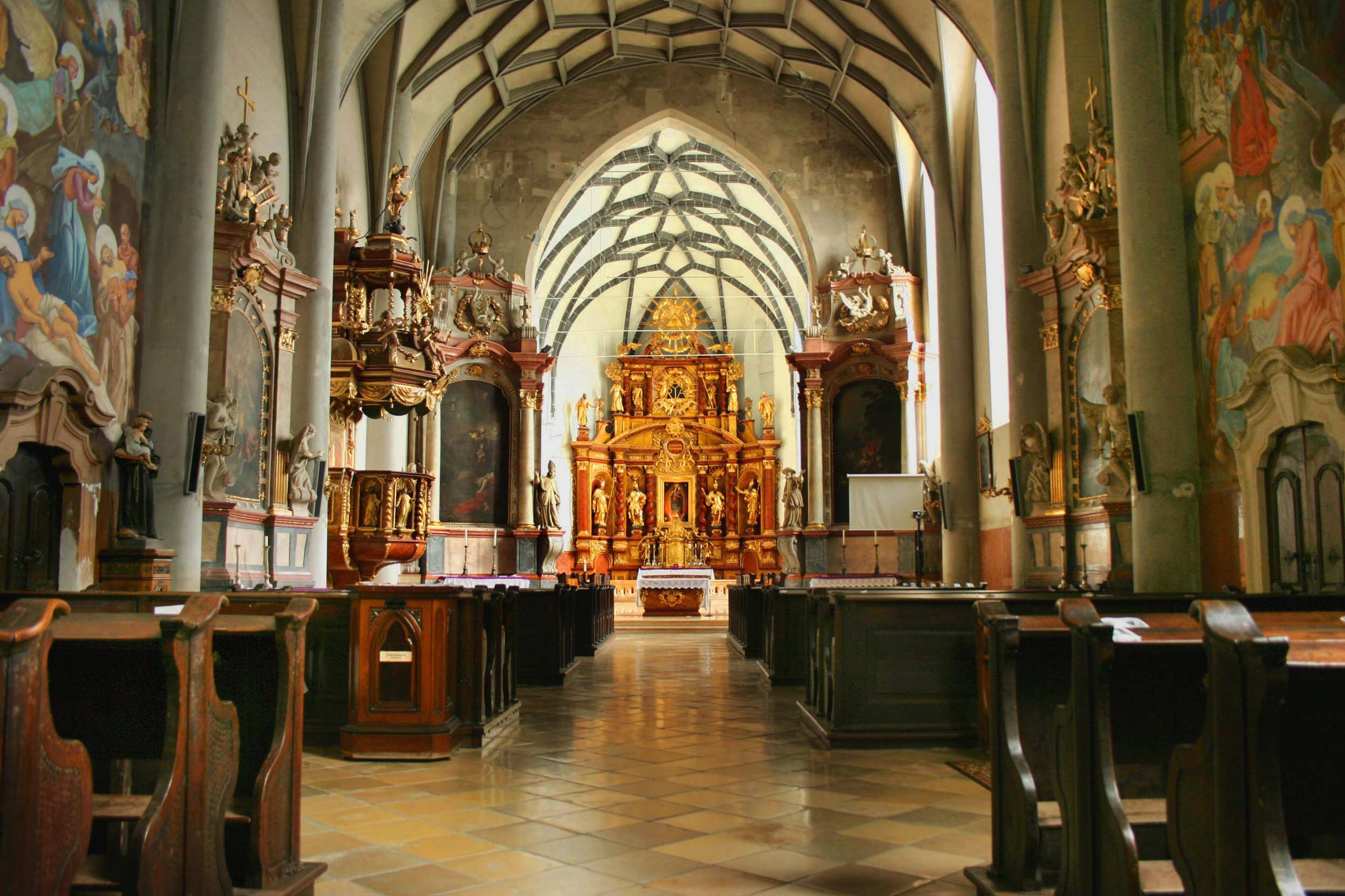
A templom belseje

A templom boltozata hálóboltozatos. Boltozatának bordái nem kőből vannak, mint a hegyes, köves vidéken épült templomoknak, hanem égetett agyagból. A templom maga is téglából van, szemben elődjével, ami kőből volt. Ezeknek szebb darabjai bekéredzkedés esetén megtekinthetők a kőtárban. A templomnak csak az egyik oldalán vannak ablakok, mint ahogy az szokásos a gótikus templomoknál. Mérművei hiányoznak. A templomhoz még egy káptalanterem is kapcsolódik, aminek boltozata és mérműves ablakai még megvannak. A torony aljában sekrestyét alakítottak ki.
A torony a hazai ferences templomok sajátosságai szerint a szentély mellett foglal helyet, mert így zsolozsmázás közben előírt harangozást így könnyebben és egyidejűleg lehetett elvégezni. A tornyot a szentélypárkány magasságáig gótikus, földszinti részét négy fiókboltozat fedi bordák nélkül, a sarkokban egy-egy keskeny lizénával. A dísztelen bordás csillagboltozatú sekrestye keleti falát két keskeny, egyszerű bélletű csúcsíves ablak töri át.
A belső tér leghangsúlyosabb eleme a kora barokk jegyeket hordozó kétszintes főoltár csavart oszlopaival. Az oltárt 1713-ban Gráf Antal készítette Sarecz György, egy dalmát származású gazdag polgár költségén. Szobrai a Máriának behódoló szentek udvarképét ábrázolják. Az alsó sorban balról jobbra Szent Gellért püspök, Szent László és Szent István királyok, valamint Szent Adalbert püspök van. Fölöttük Szent József, Szent Antal, Szent Rókus, Szent János, Szent Ferenc, Szent Imre. Középen a Napba öltözött Asszony, Szűz Mária látható, amint a Szentháromság elé járul a gyarló emberiség bűneinek bocsánataiért. A lába alatti holdsarló az ellenséges hatalmak fölött aratott győzelem jelképe.
Ekkor helyezték el a főoltárban a Segítő Boldogasszony kegyképét. A legenda szerint a kegykép csaknem száz esztendeig rejtőzködött templom melletti Csöpörke tóban, míg egy lovát itató török katona meg nem találta. Ezt az eseményt ábrázolja a bejárattól balra eső oszlopon elhelyezett dombormű, amelyet Heksch Nándor készített Parobek Alajos festménye alapján.
Az oltárkép fölött a Mária monogram látható. A monogram fölött Isten szeme, mint a Szentháromság jelképe következik, amely ébren őrködve figyeli a jókat és a rosszakat egyaránt. Ez döntő szerepet játszhatott az alsóvárosi napsugaras házak 18. század végi kialakulásában. A főoltár két oldalán 17–18. századi síremlékek láthatók. A kriptában nyugszik a török alóli fölszabadító ostrom során elesett De la Vergne francia tábornok és számos, jobbára osztrák tiszt.
A templom mellékoltárai is ekkor keletkeztek. Ezek a Fekete Mária oltára, A tisztítóhelyen szenvedő lelkek oltára, Szentkereszt oltára (Pietà), Fájdalmas Szűzanya oltára, Szent József-oltár, Szent Anna-oltár. A Szent Antal-oltár és a Szent Ferenc-oltár a főhajót a szentélytől elválasztó diadalív két oldalához támaszkodnak.
A kapun belépve balról a tisztítóhelyen szenvedő lelkek oltára látható, melyet Hogger János 1747-ben készített. Az oltárképen stilizált barokk tájba helyezett kereszten függő Megváltó vére a kereszt lábát körülölelő kádba folyik. A kádat a megváltás előhírnökei és tanúi állják körül: Péter és Pál apostolok, Keresztelő Szent János, Mária Magdolna, Dismas, a jobb lator, Longinus – aki lándzsával megnyitotta a halott Jézus oldalát, Ádám és Éva, valamint Dávid király. Kagylóval merítenek a vérből és a Purgatóriumban sóvárgó lelkeknek nyújtják. A bűnbánó szentek azzal vigasztalják a tisztítótűzben szenvedőket, hogy ők is bűnöztek, mégis szentek lettek.
A szemközti kép a híres częstochowai kegykép művészi átköltése Morvai Andrástól 1740-ből, melyet a szegedi nép Fekete Mária, Szerecsön Mária néven emleget. Az eredeti képet Nagy Lajos király küldte 1382-ben tizenhat pálos szerzetessel Márianosztráról Częstochowába, hogy Hedvig leányának, lengyel trónörökösnek új hazájában lelki támasza legyen. Arról készítette Sobieski János lengyel király az eredeti másolatot, amely Bécs török alóli felmentésének szimbóluma lett. Ez utóbbi festményről készült a szegedi, de itt Mária nem Szűzanya, hanem királynő képben jelenik meg. Az alsóvárosiak ezt a képet szeretik, mert az igazi kegyképpel, a főoltárképpel nem tudtak meghitt kapcsolatba kerülni annak magas elhelyezkedése miatt. A kép köré táblákra írott szövegek találhatóak, melyek a nép kéréseit, köszöneteit tartalmazzák.
Az idők folyamán elsötétült kép kultusza 1924-ben Juhász Gyulát is megihlette. A Fekete Mária című versének sorai a kép melletti falrészen márványba vésve olvasható.
A Szent kereszt és a szemközti Fájdalmas Szűzanya tiszteletére szentelt oltárokat Aisenhut József készítette 1775-ben. Ő faragta a többi oltár szobrait is. Az utóbbi oltár üvegszekrényébe zárt, népies Pietà szobra a régi, az 1739-ben felszentelt oltárról került át ide. Fölötte a paradicsomi tudás fája látható, az almát szájában tartó kígyóval, míg a fából az oltár felső párkányzatán kereszt nő ki.
A Fájdalmas Szűzanya oltár mellett áll a Kapisztrán Szent János-szobor, amely a budai Kapisztrán Szent János-szobornak a kicsinyített mása. A mű keresztes zászlóval a kezében ábrázolja Hunyadi János hős papját, amint rohamra lelkesíti Nándorfehérvár védőit. Egyik mellékalakja a bástya falán kúszó riadót fújó magyar vitéz, a másik egy elesett török katona, aki még holtában is erősen fogja a lófarkas zászlót.
A következő Szent József-oltár Szent Józsefet, az asztalosok, ácsok védőszentjét ábrázolja. A vele szemközti Szent Anna-oltár a parasztgazdák védőszentjét ábrázolja. Szent Anna az asszonyok patronálója volt, női bajokkal, gyermekbetegségekkel fordultak hozzá. Ezt a két oltárt az 1740-es években emelték.

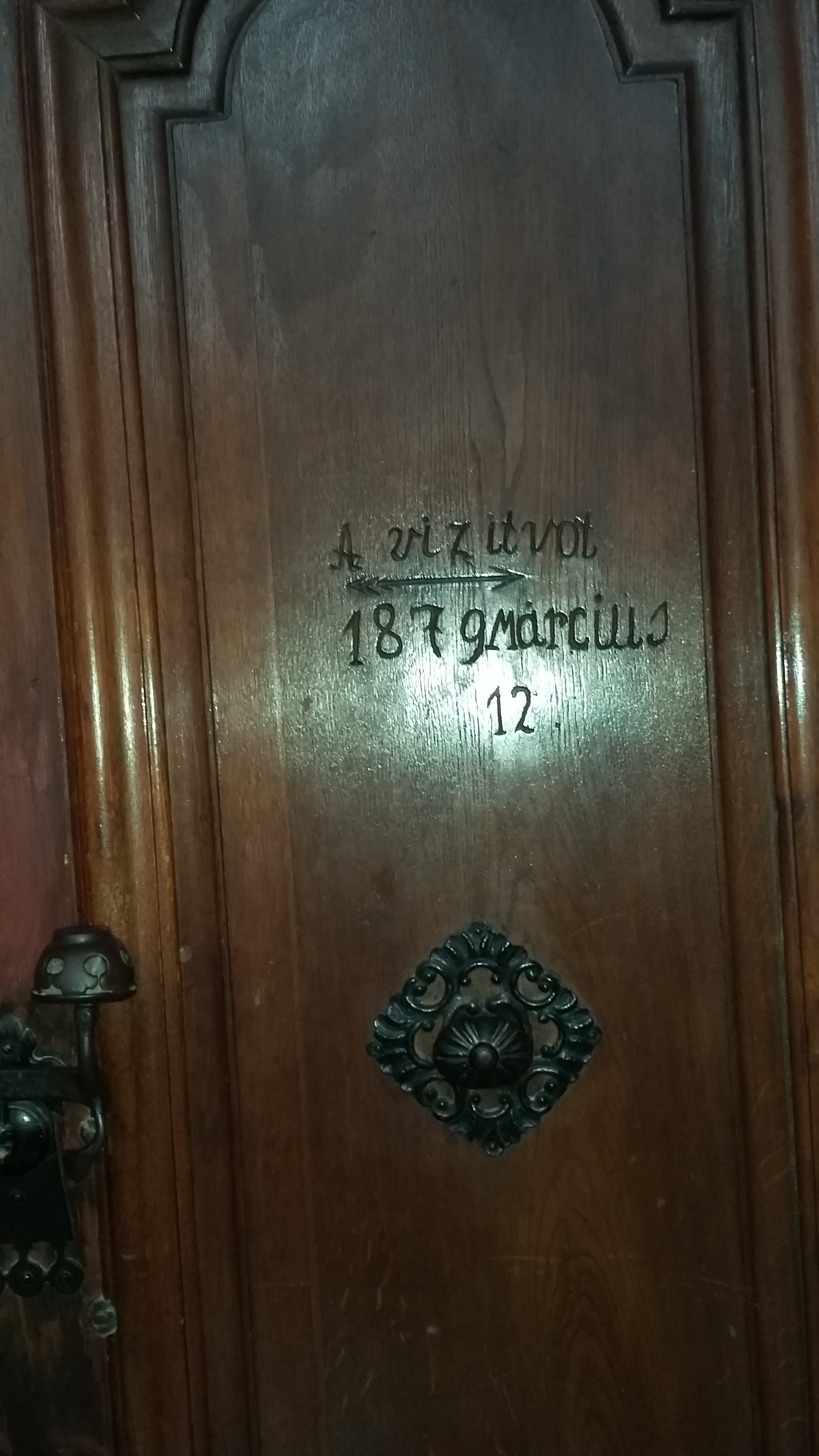
Szeged, ferences templom, az 1879-es árvízi szint, „A viz it vot 1879 március 12”

A diadalív jobb és bal oldalához támaszkodó Szent Antal- és Szent Ferenc-oltár képe Josef Hautzinger műve. Szent Antalhoz imádkoztak gyermekáldásért az asszonyok, férjért a hajadonok.
A szentélyben is volt két késő barokk mellékoltár, melynek oltárképei az 1996–97-es helyreállításig láthatóak voltak: északon a Szent Vendel-oltár (1771), délen a Nepomuki Szent János-oltár (1777).
A díszes, de mégis világos szerkezetű szószéket Gráf Antal faragta 1714-ben. Legfölül Szent Mihály arkangyal látható, alatta a frigyszekrény sátra, a Tízparancsolat kőtábláival, melyet háttérbe szorít az Újszövetség forrása, a Szentlélek elöl lebegő galambja. A hangvetőn négy angyalka ül, kezükben a Hit (kereszt), Remény (horony), Szeretet (szív), és Igazság (mérleg) szimbólumaival. Alul, a mellvéden a Jó pásztor és a négy evangélista szobra látható, amelyek egy ismeretlen művész alkotásai 1781-ből.

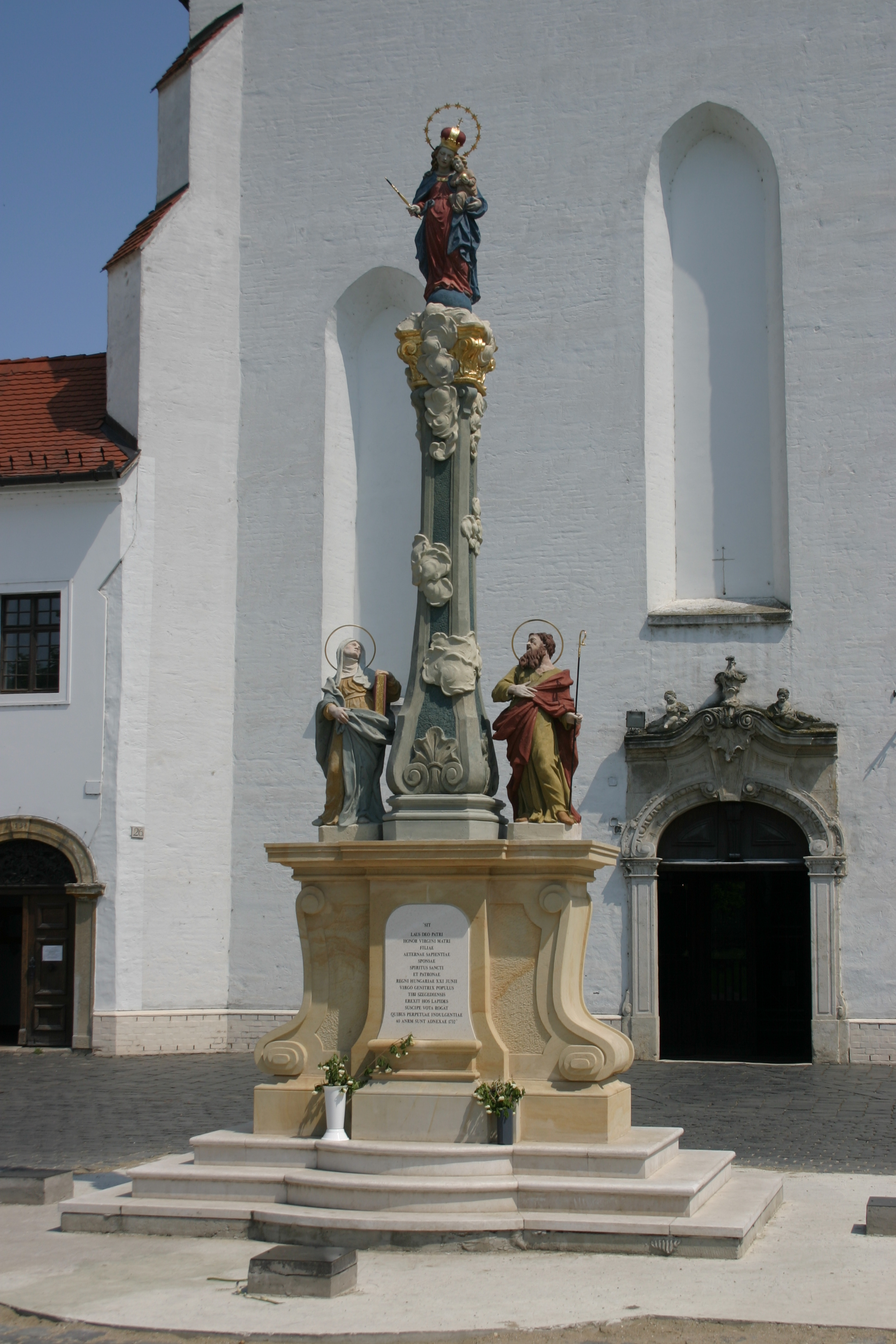
Szűz Mária, Magyarország védőszentje

A hajó két freskója Szűz Mária hét örömét és hét fájdalmát ábrázolja Kontuly Béla tolmácsolásában. Az előbbi kép eseményei alulról fölfelé haladva: az Angyali üdvözlet, Mária látogatása Szent Erzsébetnél, Jézus születése, a Háromkirályok imádása, Mária és József megtalálják a 12 éves Jézust a templomban, Jézus megjelenik Máriának a Genezáreti tó partján, Mária mennybemenetele. A szemközti freskó részletei szintén alulról felfelé haladva: Krisztus sírba tétele, Levétel a keresztről, Jézus bemutatása a templomban, Keresztvitel, Krisztus elfogatása, Menekülés Egyiptomba, Golgota. Mindkét festmény a templom 1-1 oldalbejárata felett látható.
A Keresztút stációit 1746-ban készítették. Az oltárszobrokat jóval későbben, a hatvanas években Gráf Antal ferences fráter faragta. Ő tervezte és faragta fából a sekrestyésszekrényt is, amelynek ajtóira 1760-ban és 1763-ban Hogger János és Falusy Zsigmond festményeit illesztették. A barokk stílusú főkaput, a templom belsejében levő kőkeretes ajtókat 1737-ben állították fel. A kapukat minden bizonnyal budai, a kolostor kapuját szegedi kőfaragók készítették.
A barokk berendezéssel a templom gótikus szerkezetét nem bontották meg. Egyedül a kóruskarzat változtatta meg a belső térnek a bejáratot követő részét. Az 1742-ben épített, majd 1776-ban megújított kóruson 1903-ban helyezték el az Angster és fia által épített orgonát. Az első orgonát azonban már 1711-ben felállították Diánovics János dalmát származású városi tanácsnok költségén.
Schneider Vendel házfőnök nevéhez fűzhető a templom 1937-es jelentős mértékű felújítása. Porabek Lajos 1938-ban oly mértékben átfestette a Keresztút stációit, hogy eredeti kvalitásai nem ismerhetők fel.
A főbejárat előtt áll Szűz Mária, Magyarország védőszentjének barokk szobra 1724-ből, amelyet 2007-ben felújítottak.
A templom oldalkapuja felett található Mátyás király emlékműve, mely a bautzeni másolata. Az 1930-as években helyezték ide (a dombormű egy másolata megtalálható a budai vár egykori Domonkos-templomának falán – ma a Hilton Szállóhoz tartozik – is, valamint az Epreskertben is, ahol a Magyar Képzőművészeti Egyetem műtermei és a Szobrász Tanszék kiállítóterme van elhelyezve). A teret, amely eredetileg a Barátok tere nevet viselte, ma Mátyás király térnek nevezik.

## A kolostor

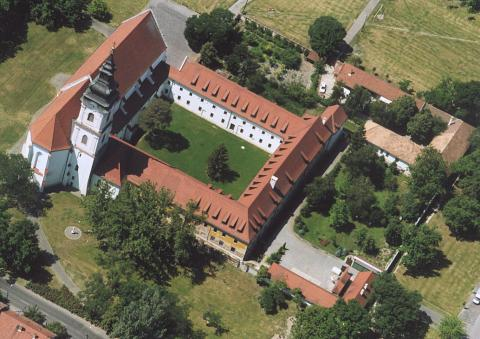
Az épületegyüttes légi fotója

A templom mellé egy kolostor is csatlakozik. A kolostor Kapisztrán János szegedi látogatásakor (1455. szeptember közepén) még nem, de 1459-ben már állott. A rendház a mai formáját a 18. században nyerte el.
A kolostor a török hódoltság alatt sem néptelenedett el, de a környéken más papok nem éltek, ezért a szegedi barátok jártak ki a környékbeli falvakba is misézni. A ferences rendház népszerűségét és a Havas Boldogasszony templom látogatottságát nagyban növelte az ún. Segítő Boldogasszony-főoltárkép. Az oltárképet a legenda szerint 1552-ben a menekülő barátok a Csöpörke-tóba rejtették, és egy török lovas 1640-ben találta meg.
A kolostort az 1950-es években elvették a római katolikus egyháztól és szociális otthon működött benne, ennek folytán eléggé lepusztult az állapota. A rendszerváltás után visszakapta a Magyarországon újraalakult rend, és a mai napig is több tucat szerzetes lakja.
A rendház északi szárnyában van a refektórium (ebédlő), a konyha, a gazdasági bejárat, kamrák és egy közös hálóterem. A nyugati szárnyban voltak a szerzetesek cellái középfolyosós elrendezésben. A nyugati szárnynak észak felől nyílik bejárata. A kolostor ablakai 40×80 cm magasak. Voltak 20×40 cm-es ablakok is, melyeket később befalazták. Az ablakok könyöklői 105–120 cm magasan vannak. A templom magassága 47,5 méter. A folyosó földszintje téglából, az emeleten gerendavázas szerkezettel épült 1503 és 1543 között. A kolostor falának színe elefántcsontfehér, melynek színkódja 253;246;228 kombináció az RGB skálán.